# ハイパー道楽
ハイパー道楽（ハイパードウラク）とは、日本のトイガン、サバイバルゲーム関連の商品のレビュー等を掲載する情報サイトである。
トイガンの魅力を広く知ってもらう事をポリシーとし、主にライトユーザー向けの情報となっている。また、サバイバルゲームのイベントの企画も行っている。サバイバルゲームチームとしての『ハイパー道楽』としても活動している。
ロゴは『ハイパ〜道楽』だが、実際は『ハイパー道楽』としている。管理人はYAS。

## 概要
トイガンやサバイバルゲームに関する商品、サバイバルゲームフィールドの情報のレビューや速報を行っている。紹介する内容は様々だが、トイガンメーカー最大手の東京マルイ製のエアソフトガンの紹介を中心に、初心者やこれからトイガンを購入する人に向けた情報を主に発信している。
レビューの中には商品の外観のみならず、スペックや初速データ、実写動画やオプション装着例の画像等も掲載されており、新商品に対しての積極的な紹介が行われている。

## コンテンツ
- エアガンのレビュー
- ウェア・装備のレビュー
- サバイバルゲームガイド
- 重火器イラスト解説『古今東西　重火器あれこれ』ALFRED少尉
- サバゲ４コマ『アサルトブレイク』松本餅子
- 映画解説イラスト『STORY TIME』牟田康二
- トイガンフォトコンテスト
- カスタムガンコンテスト